# Loituma
Loituma es un cuarteto finlandés que combina la música tradicional vocal del país con sonidos del kantele. Fue elegido Grupo del Año 1997 en el festival de Kaustinen (Finlandia), el más importante sobre música folclórica de los países nórdicos.

## Historia
Loituma nació a finales de 1989 en la academia Sibelius, aunque formando un septeto llamado Jäykkä Leipä ("Pan duro"). La formación inicial contaba con los cantantes Sanna Kurki-Suonio y Tellu Paulasto, que abandonaron el grupo para unirse al conjunto sueco Hedningarna. A este grupo también pertenece la cantante de Loituma, Anita Lehtola.
El grupo se ha visto influido de distintos estilos musicales, pero se basa principalmente en la voz y en el kantele. Loituma narra historias tradicionales de Finlandia, extraídas de fuentes como el Kalevala (poema épico finés), y el Kanteletar (poemario tradicional).
Loituma se ha hecho mundialmente famoso gracias a que una de sus canciones, llamada Ievan Polkka (incluida en su primer disco), ha causado furor en Internet.

## Miembros del grupo
- Sari Kauranen: kantele, vocalista
- Anita Lehtola-Tollin: vocalista, kantele de cinco cuerdas
- Timo Väänänen: kantele, vocalista
- Hanni-Mari Autere: vocalista, fiddle (violín), kantele de 5 cuerdas, contrabajo.

## Discografía
- Loituma - Things of Beauty (1995)
- Kuutamolla (1998)
- Ieva's polkka (2003)